# 성남종합운동장
성남종합운동장(城南綜合運動場, Seongnam Stadium)은 대한민국 경기도 성남시에 있는 스포츠 시설이다. 천연잔디 필드와 우레탄 크랙이 갖춰진 경기장이며, 1984년 12월에 준공되었다. 탄천종합운동장과 구별하기 위하여 '모란종합운동장'으로 불리기도 한다.
축구와 육상 경기를 할 수 있는 다목적 경기장과 그 외 보조경기장, 인조잔디축구장, 씨름경기장, 하키장의 스포츠 시설로 구성되어 있다.

## 주경기장
축구와 육상 경기를 할 수 있는 다목적 경기장인 주경기장은 1984년 12월 31,149석 규모로 준공되었다. 지하1층 지상2층으로 구성되어 있으며 1986년 아시안 게임과 1988년 하계 올림픽 당시 하키전용구장으로 활용, 한국하키의 위상을 세계에 알린 유서 깊은 경기장이다.
2002년 탄천종합운동장이 완공되기 전까지 K리그 팀 성남 일화 천마의 홈 구장으로 사용되었으며, 2009년에는 탄천종합운동장의 지붕 공사 관계로 다시 성남 일화 천마의 홈 구장으로 활용되었다. 2009년 11월 8일에는 2009 하나은행 FA컵의 결승전이 열리기도 하였다.
2019년에는 탄천종합운동장의 보수 공사 관계로 10년 만에 다시 성남 일화 천마(성남 FC)의 홈 구장으로 활용되었다.

## 실내체육관
5,711석의 관람석을 보유하고 연인원 7000여명을 수용할 수 있는 실내체육관은 각종 실내스포츠경기 및 생활체육동호인들의 스포츠의 장으로 활용되고 있으며 각종 중,소형 행사 및 콘서트 등 다용도로 활용되는 체육문화의 메카로 자리 매김한 경기장이다.
2010년 ~ 2015년까지 V-리그 성남 한국도로공사 하이패스의 홈체육관으로 사용되었다.

## 성남종합스포츠센터
성남종합운동장 주경기장 옆에 위치한 낡은 인라인스케이트장을 철거하고 건립 중인 종합스포츠센터이다. 총 사업비로 713억원(국비 100억원, 도비 150억원, 시비 463억원)이 투입되었으며 수영장과 스킨스쿠버 풀, 다목적체육관, 골프연습장, 라켓볼장, 인공암벽장, 헬스장, 문화교실, 스포츠체험센터, 직장운동부 숙소 등을 갖출 예정이다.

## 사진

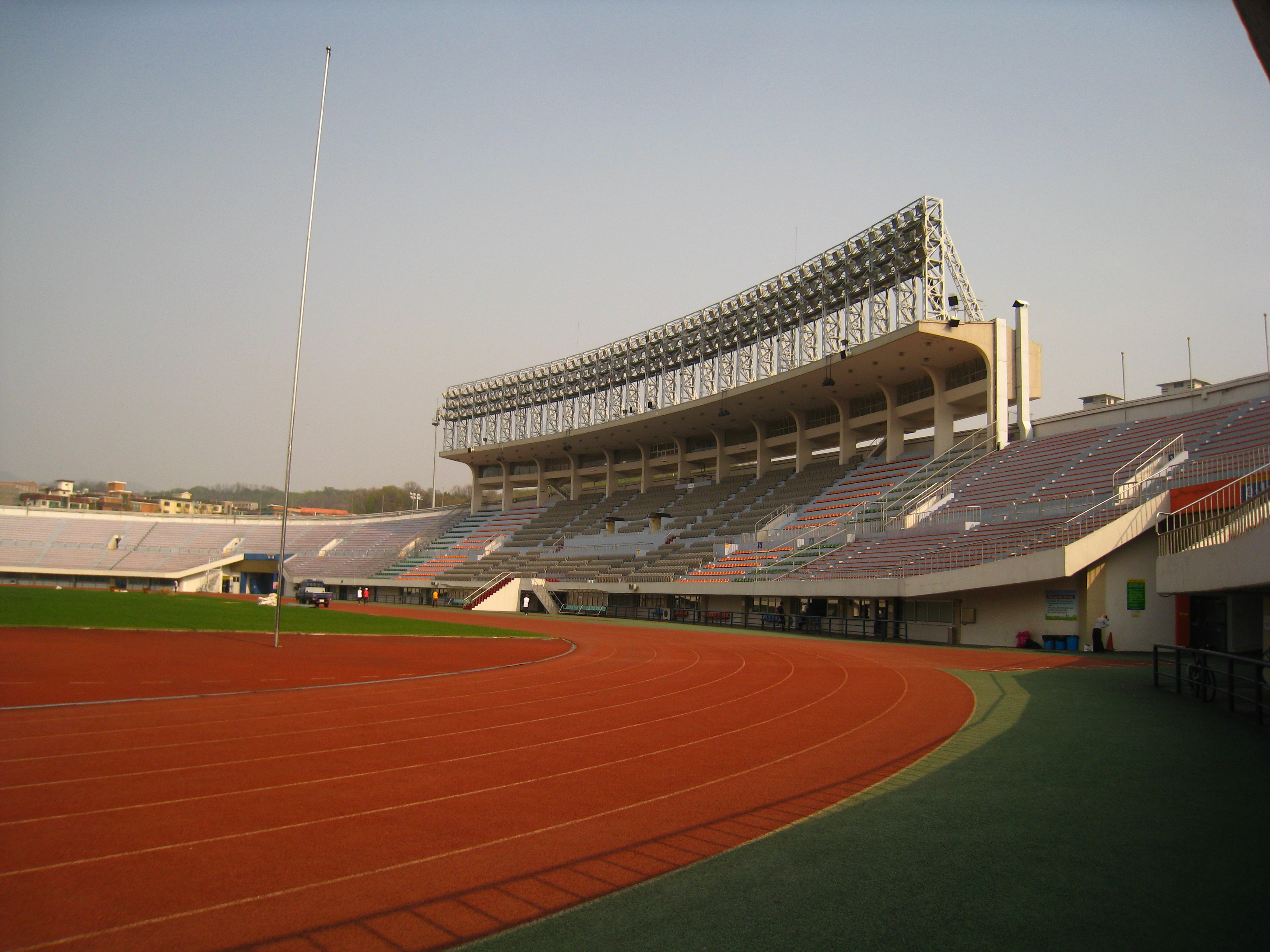
주 경기장 내부
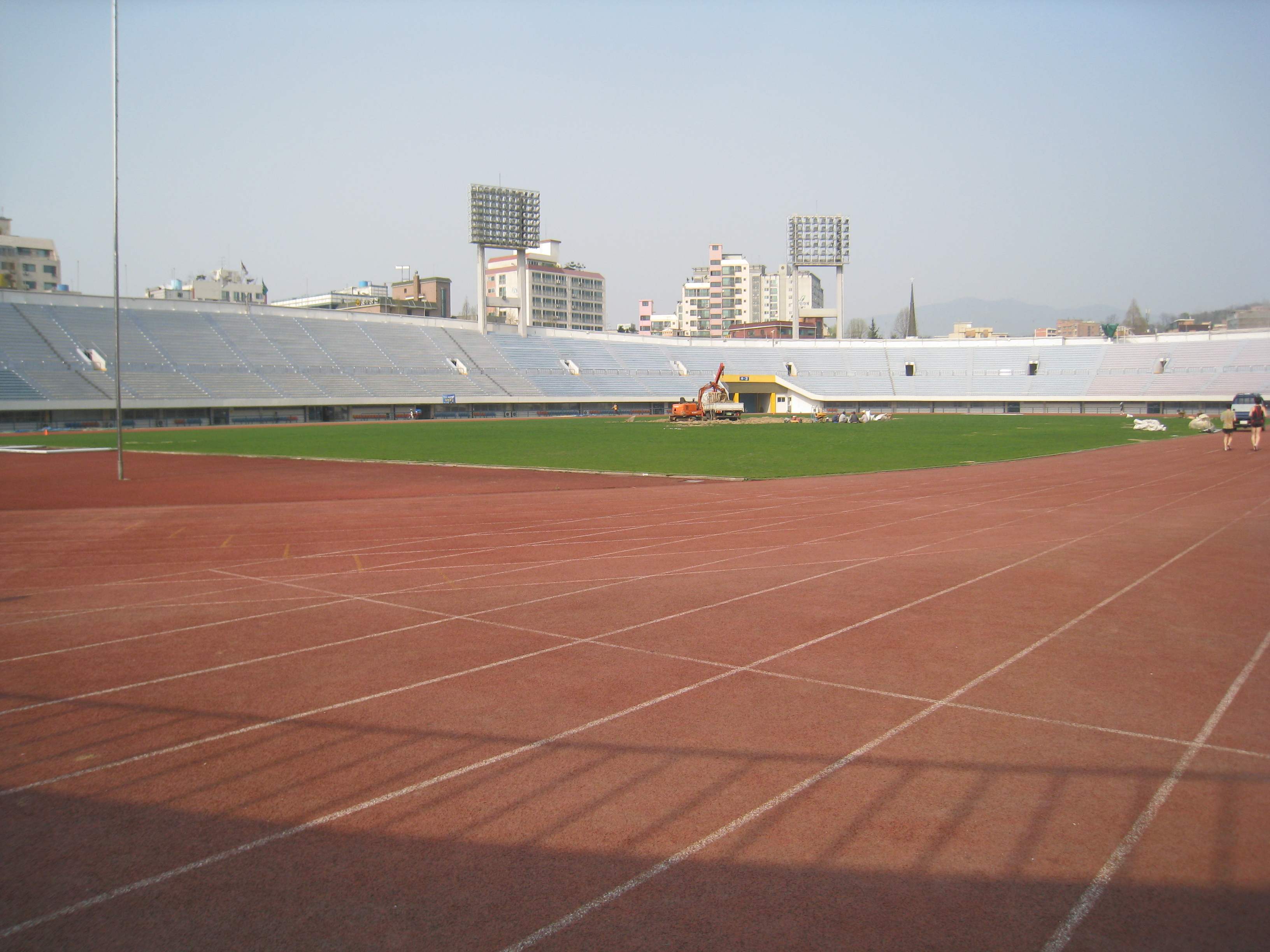
주 경기장 내부
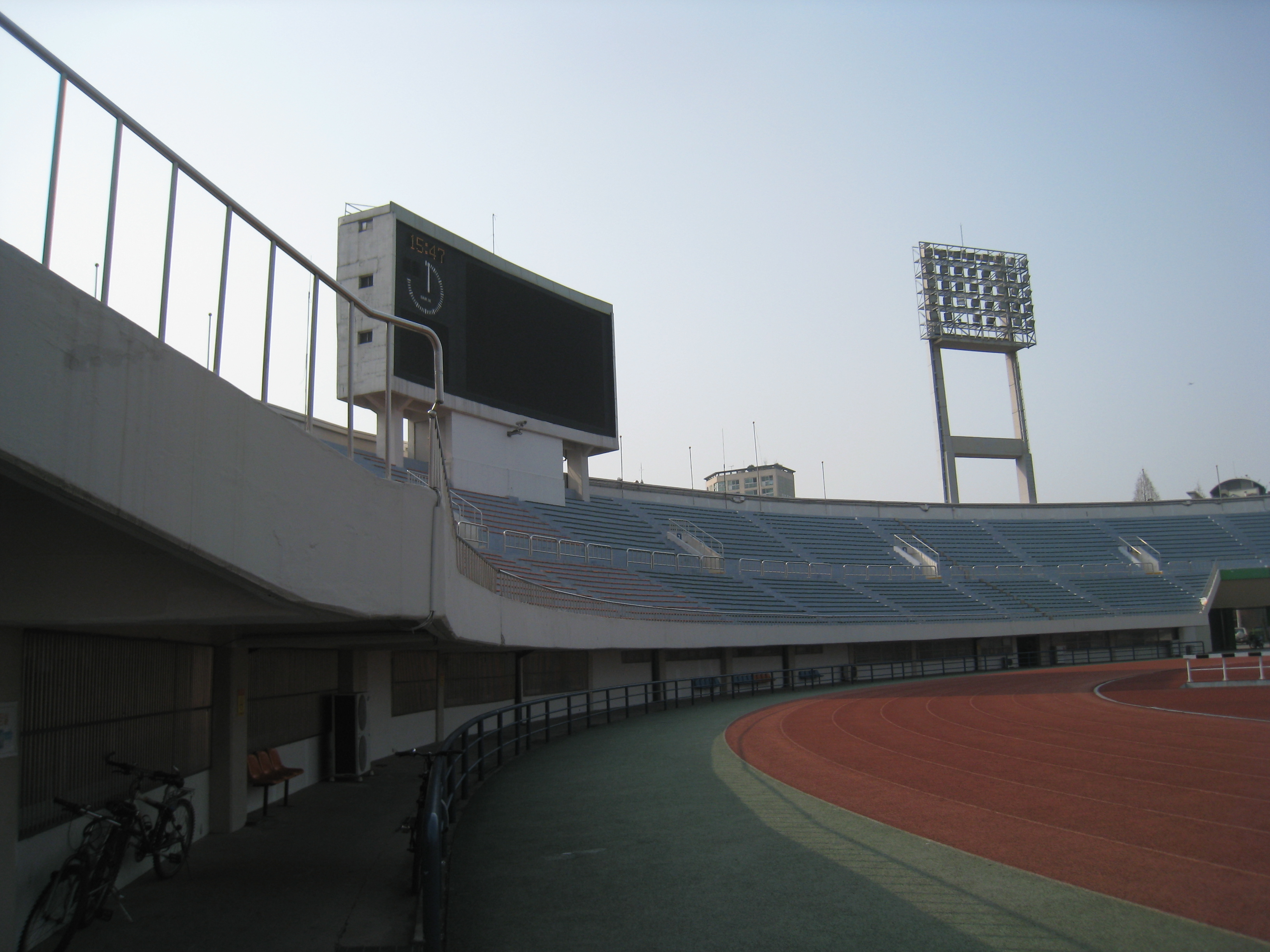
주 경기장 내부
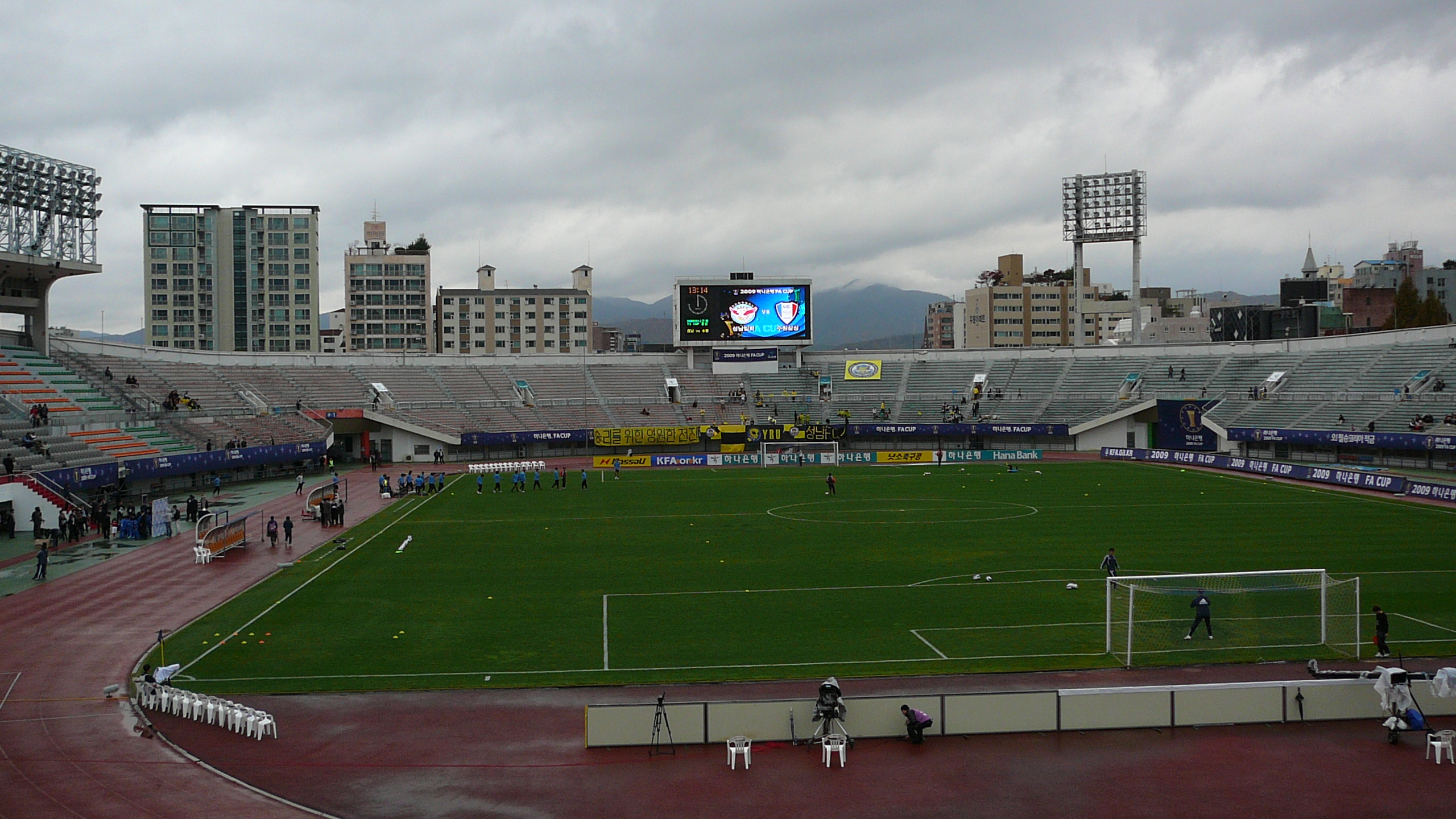
2009년 FA컵 결승전

## 시설
- 주경기장
- 실내체육관
- 인조잔디구장
- 인공암벽
- 씨름경기장
- 하키장
- 야외농구장
- 야외공연장
- 공원녹지대

## 주변 교통
- ● 수도권 전철 8호선, ● 수도권 전철 수인·분당선 모란역

## 참고 문헌
- “성남종합운동장”. 성남도시개발공사. 2020년 2월 7일에 원본 문서에서 보존된 문서. 2021년 4월 29일에 확인함.
- 〈성남종합운동장〉. 《한국향토문화전자대전》. 한국학중앙연구원.[깨진 링크(과거 내용 찾기)]
- 〈성남종합운동장〉. 《두피디아》. 두산.
- 《전국 공공체육 시설 현황 (2017년말 기준)》. 대한민국 문화체육관광부. 2019.
- 《2019년 전국 공공체육시설 현황 (2018년말 기준)》. 대한민국 문화체육관광부. 2020.
- 《2020년 전국 공공체육시설 현황 (2019년말 기준)》. 대한민국 문화체육관광부. 2021.
- 《2023 전국 공공체육시설 현황 (2022년 12월말 기준)》. 대한민국 문화체육관광부. 2024.
- 김용일, 정선녀 (2006년 8월 3일). “[K-리그 꿈의구장] 제11탄 성남 제1종합운동장 ①”. 한국프로축구연맹.
- 김용일 (2006년 9월 6일). “[K-리그 꿈의구장]제 11탄 성남 제1종합운동장 ②”. 한국프로축구연맹.

## 같이 보기
- 성남실내체육관
- 탄천종합운동장